# Lymantria atala
Lymantria atala este o specie de molii din genul Lymantria, familia Lymantriidae, descrisă de Swinhoe 1923 Conform Catalogue of Life specia Lymantria atala nu are subspecii cunoscute.